# Villagrufe
Villagrufe, o Viḷḷagrufe en asturià, és una parròquia i un llogaret del conceyu asturià d'Allande. Té una superfície d'11,81 km² i una població de 129 habitants (INE Arxivat 2016-03-03 a Wayback Machine., 2011) repartides en els 6 nuclis que la formen.
El nucli de Villagrufe se situa a 640 msnm, a la vora del rierol de Molino, en el vessant del pic Carrichos. Es troba a uns 5 km de Pola de Allande.
La primera menció de l'existència d'aquesta aldea és de l'any 975 quan Cromacio Mellínez i la seva família donaren a la Catedral d'Oviedo el monestir de San Jorge que hi havien fundat.
El seu codi postal és el 33889.

## Entitats de població
- Carballedo
- Prada
- Pradiella
- Santullano
- Tamuño
- Villagrufe